# 猫島礼
猫島 礼（ねこじま れい、女性、昭和42年12月12日 - ）は、日本の漫画家。神奈川県出身。主に成年向け漫画雑誌で活動。代表作は「着ぐるみ戦隊キルティアン」。既婚。

## 来歴
あろひろし、山本直樹のアシスタントを経て、1987年に講談社『コミックモーニング』増刊で商業誌デビュー。以後、辰巳出版、エンジェル出版、双葉社等が発行する成年向け漫画雑誌や携帯コミック向けに成年向け作品を執筆している他、ぶんか社発行の一般向け漫画雑誌にも4コマ漫画が掲載された。
1996年、「着ぐるみ戦隊キルティアン」がピンクパイナップルによりアニメ化。VHSとLDで発売され、スペイン語圏でも字幕付き版が販売された。2000年にDVDで再版。
2004年、本人の健康上の理由
から家族でタイ、バンコクに居所を移し、執筆活動を継続。
2007年よりクエストメディア『Gダイアリー』誌にて、4コマ漫画「歩け!!大人のバンコク」を連載。
2006年、ぶんか社『爆笑4コマ魂』誌にて、4コマ漫画「とらぶるトラベル」「タイ居座り日記」を連載。竹書房『本当にあったゆかいな話』誌にて、4コマ漫画「バンコク漫遊記」を連載。 
2007年、クエストメディア『Gダイアリー』誌にて、エッセイ漫画「歩け!!大人のバンコク」を連載。 
2008年、「とらぶるトラベル」「タイ居座り日記」「バンコク漫遊記」連載終了。
2009年8月、タイから沖縄に転居。『Gダイアリー』誌での連載も同年12月号より「歩け!!大人の沖縄」に変わった。
2010年から2013年までインターナショナルデザインアカデミーやヒューマンアカデミー那覇校で、2013年から2020年までヒューマンアカデミー東京校で講師を務めた。
2011年、『Gダイアリー』誌での連載を終了。キョーハンブックス『アジアの雑誌』9月号に「歩け!!大人の沖縄」連載移行。
2012年、ぶんか社『主任がゆく！SP』誌にて「店長は貧乏神」を連載。『アジアの雑誌』6月号より「歩け!!大人のバンコクR」を連載。 
2013年、埼玉県朝霞市に転居。2020年には福岡県古賀市に住まいを移した。
同人活動は過去に同人サークル「Office猫」を主催していた他、幾つかのサークル発行の同人誌に参加している。
近年は、自身が取り組んでいるトライアスロンに関するエッセイ漫画も執筆している。

## 作品リスト

### 単行本
成年向け作品
|    | 書名                           | 出版社               | レーベル                     | 発行年     | ISBN                   | 注記     |
| -- | ------------------------------ | -------------------- | ---------------------------- | ---------- | ---------------------- | -------- |
| 1  | レプリキャットin theヌガー     | 日本出版社           | アップルコミックス           | 1987年12月 | ISBN 978-4-8904-8203-0 |          |
| 2  | タイム・ア・ラ・モード         | 日本出版社           | アップルコミックス           | 1988年3月  | ISBN 978-4-8904-8209-2 |          |
| 3  | ポテトクレープ                 | 桃園書房             | TOEN COMICS                  | 1989年1月  | ISBN 978-4-8078-3011-4 |          |
| 4  | 夢先案内猫（オネイロポンプ） 1 | 辰巳出版             | タツミコミックス             | 1989年7月  | 不明                   |          |
| 5  | 夢先案内猫（オネイロポンプ） 2 | 辰巳出版             | タツミコミックス             | 1990年4月  | 不明                   |          |
| 6  | にゃんにゃん注意報             | フランス書院         | フランス書院コミック文庫     | 1990年7月  | ISBN 978-4-8296-7157-3 |          |
| 7  | ひみつのメッセージ             | フランス書院         | フランス書院コミック文庫     | 1991年11月 | ISBN 978-4-8296-7217-4 |          |
| 8  | I'm ぴーち!!                   | メディアックス       | MDコミックス                 | 1993年3月  | ISBN 978-4-8961-3208-3 |          |
| 9  | にゃんにゃんドリーム           | フランス書院         | フランス書院コミック文庫     | 1993年7月  | ISBN 978-4-8296-7256-3 |          |
| 10 | あ・ぶ・な・いWeekEND Shuffle  | メディアックス       | MDコミックス                 | 1994年5月  | ISBN 978-4-8961-3230-4 |          |
| 11 | After                          | シュベール出版       | シュベールコミックス         | 1994年7月  | ISBN 978-4-8833-2012-7 |          |
| 12 | 夢先案内猫（オネイロポンプ） 1 | シュベール出版       | シュベールコミックス         | 1994年9月  | ISBN 978-4-8833-2017-2 | 再発売。 |
| 13 | 夢先案内猫（オネイロポンプ） 2 | シュベール出版       | シュベールコミックス         | 1994年10月 | ISBN 978-4-8833-2020-2 | 再発売。 |
| 14 | あくまでオカルト!!             | メディアックス       | MDコミックス                 | 1995年2月  | ISBN 978-4-8961-3249-6 |          |
| 15 | MAGIC DRAGON                   | シュベール出版       | シュベールコミックス         | 1995年4月  | ISBN 978-4-8833-2039-4 |          |
| 16 | I love you                     | シュベール出版       | シュベールコミックス         | 1996年11月 | ISBN 978-4-8833-2095-0 |          |
| 17 | ぴんく・しゃっふる!            | フランス書院         | フランス書院コミック文庫     | 1997年10月 | ISBN 978-4-8296-7367-6 |          |
| 18 | 着ぐるみ戦隊キルティアン       | メディアックス       | MDコミックス                 | 1997年11月 | ISBN 978-4-8961-3338-7 |          |
| 19 | またたび忍法帖                 | 富士美出版           | 富士美コミックス             | 1998年4月  | ISBN 978-4-8942-1272-5 |          |
| 20 | 診察中はお静かに!! 1           | エンジェル出版       | エンジェルコミックス         | 1999年1月  | ISBN 978-4-8730-6016-3 |          |
| 21 | 愛欲玩具                       | メディアックス       | MDコミックス                 | 1999年2月  | ISBN 978-4-8961-3369-1 |          |
| 22 | ラッシュ!!                     | エンジェル出版       | エンジェルコミックス         | 1999年4月  | ISBN 978-4-8730-6024-8 |          |
| 23 | 巨乳に向かない職業             | 富士美出版           | 富士美コミックス             | 1999年11月 | ISBN 978-4-8942-1354-8 |          |
| 24 | 診察中はお静かに!! 2           | エンジェル出版       | エンジェルコミックス         | 2000年1月  | ISBN 978-4-8730-6051-4 |          |
| 25 | 奴隷天国                       | エンジェル出版       | エンジェルコミックス         | 2000年3月  | ISBN 978-4-8730-6057-6 |          |
| 26 | ハッピークリニック             | 海王社               | 海王社コミックス             | 2000年11月 | ISBN 978-4-8772-4257-2 |          |
| 27 | コスプレ9to5                   | エンジェル出版       | エンジェルコミックス         | 2001年1月  | ISBN 978-4-8730-6087-3 |          |
| 28 | 放課後コネクション 1           | 竹書房               | バンブーコミックス           | 2001年5月  | ISBN 978-4-8124-5516-6 |          |
| 29 | 制服しようよ                   | 竹書房               | バンブーコミックス           | 2001年6月  | ISBN 978-4-8124-5529-6 |          |
| 30 | 巨乳でガッテン                 | 双葉社               | アクションコミックス         | 2001年11月 | ISBN 978-4-5758-2629-6 |          |
| 31 | 放課後コネクション 2           | 竹書房               | バンブーコミックス           | 2002年1月  | ISBN 978-4-8124-5618-7 |          |
| 32 | 巨乳におまかせ                 | 双葉社               | アクションコミックス         | 2002年10月 | ISBN 978-4-5758-2757-6 |          |
| 33 | ファンタジーカフェ             | エンジェル出版       | エンジェルコミックス         | 2002年10月 | ISBN 978-4-8730-6152-8 |          |
| 34 | ラブ・ファーマシー             | ぶんか社             | ぶんか社コミックス           | 2003年2月  | ISBN 978-4-8211-9998-3 |          |
| 35 | お姉様とぷるるん               | 竹書房               | バンブーコミックス           | 2003年5月  | ISBN 978-4-8124-5806-8 |          |
| 36 | 診察中はお静かに!! 1           | 双葉社               | アクションコミックス         | 2003年7月  | ISBN 978-4-5758-2858-0 | 再発売。 |
| 37 | お願いシスター                 | 双葉社               | アクションコミックス         | 2003年9月  | ISBN 978-4-5758-2881-8 |          |
| 38 | 祓ってプリーズ!                | 双葉社               | アクションコミックス         | 2003年11月 | ISBN 978-4-5758-2902-0 |          |
| 39 | 診察中はお静かに!! 2           | 双葉社               | アクションコミックス         | 2004年1月  | ISBN 978-4-5758-2937-2 | 再発売。 |
| 40 | コスプレ9to5                   | 双葉社               | アクションコミックス         | 2004年7月  | ISBN 978-4-5758-3002-6 | 再発売。 |
| 41 | 制服ism 1                      | 辰巳出版             | ネオコミックス               | 2004年8月  | ISBN 978-4-7778-0078-0 |          |
| 42 | ファンタジーカフェ             | 双葉社               | アクションコミックス         | 2005年1月  | ISBN 978-4-5758-3050-7 | 再発売。 |
| 43 | 癒しま専科                     | 竹書房               | バンブーコミックス           | 2005年10月 | ISBN 978-4-8124-6291-1 |          |
| 44 | 制服のお仕事                   | アップロードシナジー |                              | 2006年8月  | ISBN 978-4-9034-7112-9 |          |
| 45 | 制服しちゃお                   | 久保書店             | ワールドコミックススペシャル | 2007年9月  | ISBN 978-4-7659-0984-6 |          |

全年齢向け作品
- 『タイ居座り日記』 ぶんか社 2008年5月 ISBN 978-4-8211-8616-7

### 参加アンソロジー
成年向け作品
- 『シャイニングレジェンド〜光の伝説〜』 オークラ出版 <oak comics="comics"> 1995年7月 ISBN 978-4-9007-8025-5
- 『Let'sナデシコ 1』 ラポート <ラポートコミックス> 1997年7月 ISBN 978-4-8979-9257-0
- 『カクメイE（イヴ）』 オークラ出版 <oak comics="comics"> 1997年12月 ISBN 978-4-8727-8215-8
- 『生贄市場』 桜桃書房 <ex comics="comics"> 1998年2月 ISBN 978-4-7567-0844-1
- 『ぷに萌え倶楽部』 オークラ出版 <oak comics="comics"> 1998年2月 ISBN 978-4-8727-8238-7
- 『女子高生天誅』 桜桃書房 <ex comics="comics"> 1998年9月 ISBN 978-4-7567-0856-4
- 『生贄市場 Vol.5 人体改造』 桜桃書房 <ex comics="comics"> 1999年2月 ISBN 978-4-7567-0844-1
- 『メイド肉便所』 桜桃書房 <ex comics="comics"> 1999年2月 ISBN 978-4-7567-0869-4
- 『オフィスラヴァーズ OLアンソロジー』 竹書房 <バンブーコミックス> 2004年6月 ISBN 978-4-8124-5973-7

全年齢向け作品
- 『バトルエンジェルス』 ラポート <ラポートコミックス> 1994年8月 ISBN 4-89799-140-4

### アニメーション作品
成年向け作品
- 着ぐるみ戦隊キルティアン（ピンクパイナップル）
  1. 「着脱! キルティアン!?」 VHS、LD（1996年7月26日）
  2. 「発進! メタルパピィ!!」 VHS、LD（1996年12月24日）

  - Unas gemelas muy especiales VHS（1996年） - スペイン語圏版。第1話、第2話をまとめて収録。
  - 着ぐるみ戦隊キルティアン RV VHS（1999年1月1日） - レンタル用に第1話、第2話をまとめて収録。
  - 着ぐるみ戦隊キルティアン 全集 DVD（2000年4月7日） - 第1話、第2話をまとめて収録。

### 漫画原作
全年齢向け作品
- 悪夢の招待状 秋田書店 <ホラーコミックス> 作画：大塚あきら
  1. 1992年7月 ISBN 978-4-8833-2039-4
  2. 1995年8月 ISBN 978-4-2531-2754-7
  3. 1995年10月 ISBN 978-4-2531-2777-6
  4. 1996年1月 ISBN 978-4-2531-2778-3
  5. 1996年5月 ISBN 978-4-2531-2779-0
- 悪夢のためいき 秋田書店 <ホラーコミックス> 1999年2月 ISBN 978-4-2531-2922-0 作画：大塚あきら

### イラスト・小説挿絵
成年向け作品
- 『美少女ゲーム最前線パート8』 辰巳出版 1992年12月
- 『セーラー・バニーX - ウサ耳女子高生 あぶない体験』 フランス書院 <ナポレオン文庫> 1995年4月 ISBN 978-4-8296-2032-8 原作：紅くりす
- 『ただいま執筆中』 フランス書院 <ナポレオン文庫> 1995年12月 ISBN 978-4-8296-2049-6 原作：紅くりす
- 『星降る夜にデリンジャー! - 聖女クララのスペース・トリップ』 フランス書院 <ナポレオン文庫> 1996年7月 ISBN 978-4-8296-2062-5 原作：紅くりす
- 『花の大江戸捕物帳 - 必殺あそび人』 フランス書院 <ナポレオン文庫> 1997年3月 ISBN 978-4-8296-2079-3 原作：紅くりす

全年齢向け作品
- 『ケイブンシャの大百科別冊 パロパロ伝説ヴィルガスト邪神軍の逆襲』 勁文社 1993年12月
- 『すぐ描ける!!Photshopデジコミペインティング』 新紀元社 2000年9月 ISBN 978-4-8831-7078-4
- 『すぐ描ける!!Photshopデジコミペインティング 2 ペイントテクニック編』 新紀元社 2002年2月 ISBN 978-4-7753-0018-3
- 『はじめてでもできる!!PhotoshopElementsデジコミペインティング』 新紀元社 2003年8月 ISBN 978-4-7753-0180-7
- 『すぐ描ける!!Photshopデジコミペインティング 第二版』 新紀元社 2004年5月 ISBN 978-4-7753-0248-4

### 同人誌
成年向け作品
- 『ラストファンタジア（FURUFURU PARTY No.2）』 一刻館まんがコラム社7号室 1985年8月
- 『BLOOMAGAZINE増刊 MON-MON LAND Vol.0』 ゼータ企画 1989年8月
- 『観月秘艶 6』 えりる堂 1993年11月
- 『お散歩しましょ』 Office猫 1994年5月
- 『お散歩しましょ 第二版』 Office猫 1994年8月
- 『Pretty Cat!!』 Office猫 1995年8月
- 『有芸多AFTER』 期間限定あろひろし本認編集部 1996年8月
- 『ANIMAD Vol.2』 コアラ企画 1996年8月
- 『アルフ ACT4』 スタジオグライフ 発行年月不明

### ＰＣゲーム
- 『キャラメルクエスト 冥天宮の女神像』 アグミックス (Agmix) 発売 1991年　原作・原画

### その他
- 猫のタマゴ ドラマCD（1995年5月、ユニバーサルミュージック） 原作
- 地下鉄のにゃじ 2005年

バンコクで発行されている日本人向けフリーペーパー『Web』で連載された4コマ漫画。全18回。

## 関連人物
- あろひろし - デビュー前にアシスタントを務めた。
- 山本直樹 - デビュー前にアシスタントを務めた。

## アシスタント
- 宇佐木恵
- 松阪れぃあ
- 犬崎みくり（現、紬きゅうた）
- 蟹森ぐり

## 脚註
1. ↑  『U.T.3』U・T ENTERPRISES、昭和60年12月11日  1985、9頁。
2. 1 2 3 4  “猫島礼　PROFILE”. 2021年2月23日閲覧。
3. ↑  “Kigurumi Sentai Quiltian (OAV) - Anime News Network”. 2010年5月9日閲覧。
4. ↑  “着ぐるみ戦隊キルティアン～全集～”. 2010年5月9日閲覧。
5. ↑  “「バンコク漫遊記」第0話・1p: 「バンコク漫遊記」 猫島礼”. 2010年5月9日閲覧。
6. 1 2 3  “猫島 礼さんの自己紹介”.   facebook. 2021年2月23日閲覧。